# Famille Verhaeren
Les ascendants paternels du poète Emile Verhaeren sont essentiellement bruxellois, et bourgeois de Bruxelles dès 1771, ou, si l'on remonte plus haut dans le temps, brabançons des villages du nord de Bruxelles.

## Origine du nom
Dans son dictionnaire des noms de familles en Belgique et dans le nord de la France, le professeur Frans Debrabandere dit que le nom Verhaar(en), Verharen, Verhaere(n) provient de Van der Haar, donc d'un lieu-dit fort répandu Haar, Hare(n) etc., signifiant une crête sablonneuse. Il cite comme exemple Hans Verhaer, en 1535, quartier près de Duurstede-Anvers, ou encore en 1570, Daniel Verhaer, à Louvain.
Jules Herbillon et Jean Germain dans leur dictionnaire des noms de famille en Belgique romane disent également qu'il s'agit ici d'un nom topographique provenant du moyen néerlandais hare, plateau sec, sablonneux.

## Origines familiales du poète Emile Verhaeren
Le poète Émile Verhaeren est issu d'une famille francophone bruxelloise. Son père, Henri Verhaeren, négociant en textiles, avait épousé une jeune femme de Saint-Amand qui exploitait, dans ce village, un commerce de textiles. C'est pourquoi Henri Verhaeren y établit sa résidence et que son fils Émile y naquit. Si l'on remonte plus haut dans le temps, l'on constate que les Verhaeren sont originaires du Brabant et bénéficient de la qualité de maisnier.

### Première génération: le grand-père du grand-père du poète
I. Le premier ascendant du nom Verhaeren connu avec certitude est Josse Verhaeren, censier à Nossegem, mort le 28 mai 1761 à Nossegem, un petit village au nord-est de Bruxelles, à une douzaine de kilomètres de la ville. Sa famille paternelle semble originaire de Zemst, à une vingtaine de kilomètres au nord de Bruxelles, où des Verhaeren sont présents depuis au moins le tout début du XVIIe siècle. Josse Verhaeren avait épousé à Woluwe-Saint-Pierre le 26 mars 1735 - et assez vraisemblablement en secondes noces -  Petronille Van Eyck, van Eycken ou Vaneycken, qui était née à Woluwe-Saint-Lambert en 1708, fille du censier de l'importante ferme de Bemel, et qui mourut à Nossegem le 9 janvier 1788. Josse Verhaeren eut de Petronille Van Eyck un enfant né à Woluwe-Saint-Pierre en 1736 et ensuite dix enfants nés à Nossegem. Cinq de ces enfants  survivaient en 1788, à savoir Engelbert, né en 1737 et qui fut pachter of het hof ter Cameren by Brussel et inscrit comme maisnier du Pays de Grimbergen en 1769, Barbe née en 1738 et kranksinnige, Pierre né en 1742  et qui suit ci-après en II, Louis né en 1746 qui fut pachter (censier) à Nossegem, et enfin Marie-Thérèse née en 1751 et qui resta célibataire.

### Deuxième génération: l'arrière-grand-père du poète
II. Parmi ces enfants se trouve Pierre - ou Petrus - Verhaeren, qui fut baptisé à Nossegem le 16 avril 1742. Il quitta son village natal pour s'installer à Bruxelles. Il était maître boulanger, au Marché-aux-Poulets, à l'enseigne du Pigeon blanc, en face de l'auberge De Kempen. Après s'être inscrit, avec son frère Engelbert, comme maisnier le 11 juillet 1769, il demanda et obtint le 20 mars 1771 la bourgeoisie de Bruxelles. Il épousa à Bruxelles, à la paroisse Notre-Dame de la Chapelle le 9 avril 1771 Marie Madeleine De Cooman qui était la fille d'un bourgeois de Bruxelles et qui fut baptisée à Bruxelles, Sainte-Gudule, le 4 juin 1737, comme fille de Petrus Cooman et de Joanna Tervekoren. Elle mourut à Bruxelles le 31 mars 1795 et fut inhumée le lendemain au cimetière de Bootendael. Pierre Verhaeren, veuf, mourut à Bruxelles le 5 mars 1812. Il avait abandonné la boulangerie pour exercer la profession de marchand en quincaillerie. Plusieurs enfants étaient nés de son mariage. Le deuxième enfant, prénommé Englebert et baptisé à Bruxelles, paroisse Saint-Nicolas, en 1773, fut ainsi prénommé comme son parrain, Englebert Verhaeren qui était le frère aîné de Petrus. Certains de ces enfants moururent en bas âge. Mais Jean-Baptiste né en 1781, celui qui sera le grand-père du poète Emile Verhaeren, survécut à l'effroyable mortalité infantile de ce temps-là.

### Troisième génération: le grand-père du poète
III. Jean Baptiste Verhaeren, fut baptisé à Bruxelles, paroisse Saint-Nicolas, le 12 avril 1781. Il fut négociant et propriétaire à Bruxelles. En 1817, il est dit marchand de draps à la rue Neuve. Il est mort à Schaerbeek le 4 décembre 1851. Alors demeurant au no 15 du Quai aux Poissonniers, il épousa à Bruxelles le 13 avril 1807 Antoinette Marie Jeanne Van Mons, demeurant rue d'Accolaij no 543 et née à Bruxelles le 3 février 1783 à Bruxelles. Antoinette Van Mons était issue d'une famille bruxelloise depuis de nombreuses générations . Son père, Antoine Barthelemie Van Mons, qui avait épousé à Bruxelles, paroisse Notre-Dame de la Chapelle le 18 mai 1776 en secondes noces Jeanne Hamelrijck, était notaire à la rue d'Accolaij à Bruxelles. Antoinette Van Mons est morte à Bruxelles le 27 novembre 1824. Jean Baptiste Verhaeren avaient eu plusieurs enfants et notamment Henri Verhaeren, qui suit.

### Quatrième génération: le père du poète
IV. Le père du poète était Henri Gustave Marie Gerard Verhaeren, négociant en textiles, né à Bruxelles le 3 octobre 1817, et jumeau d'Eugène. Il habitera ensuite, après son mariage, à Saint-Amand, à une petite trentaine de kilomètres au nord de Bruxelles. Henri Verhaeren, qui habitait alors à Saint-Josse-ten-Noode, avait épousé Adelaïde De Bock à Saint-Amand le 16 juin 1853. Joanna Adelaida De Bock ou Debock, qui gérait un commerce de textiles à Saint-Amand, était née à Saint-Amand le 19 octobre 1817, et était issue d’une famille de brasseurs de Saint-Amand. Les parents d'Adélaïde Debock étaient Petrus Henricus Debock et Francisca Lepaige, tous deux morts à Saint-Amand, respectivement le 2 mai 1837 et le 30 mars 1834. Tous deux étaient originaires de Saint-Amand et de sa région puisque Petrus Henricus Debock était né à Saint-Amand en 1786, d'un père, Joannes Jacobus Debock, lui-même né à Saint-Amand, et d'une mère Judoca Reyntens, originaire d'Opdorp, et que par ailleurs, Françoise Lepaige était également née à Saint-Amand en 1792, d'un père Petrus Joannes Le Paige, originaire de Buggenhout, et d'une mère Isabella Theresia Bruggeman, originaire de Saint-Nicolas-Waes

### Cinquième génération: le poète
V. Comme premier-né de ce mariage est issu Emile Adolphus Gustavus Verhaeren, à Saint-Amand le 21 mai 1855 à neuf heures et demie du soir. Sa naissance fut déclarée le lendemain. Résidant alors à Bornem, Emile Verhaeren épousa à Bruxelles, le 24  août 1891, Constance Claudine Marthe Félicie Massin, née à Liège le 6 octobre 1860, résidant alors à Bruxelles, et fille du négociant Gustave Léopold Urbain Massin et de Constance Marchet, tous deux résidant à Bruxelles. Emile Verhaeren est mort accidentellement le 27 novembre 1916 à Rouen, en France. En 1927, il a été inhumé dans un tombeau monumental au bord de l’Escaut, à Saint-Amand.